# Старе Венґожинко
Старе Венґожинко (пол. Stare Węgorzynko, нім. Wangerin B) — село в Польщі, у гміні Венґожино Лобезького повіту Західнопоморського воєводства.
Населення — 129 осіб (2011).

## Демографія
Демографічна структура станом на 31 березня 2011 року:
|          | Загалом | Допрацездатний вік | Працездатний вік | Постпрацездатний вік |
| -------- | ------- | ------------------ | ---------------- | -------------------- |
| Чоловіки | 65      | 15                 | 45               | 5                    |
| Жінки    | 64      | 15                 | 33               | 16                   |
| Разом    | 129     | 30                 | 78               | 21                   |